# Ким, Николай Васильевич
Николай Васильевич Ким (1904—1988) — советский хозяйственный, государственный и политический деятель, Герой Социалистического Труда.

## Биография
Родился в 1904 году на Дальнем Востоке. Член КПСС с 1927 года.
С 1920 года — на хозяйственной, общественной и политической работе. В 1920—1985 годах — заместитель председателя Гурленского райисполкома, секретарь Гурленского райкома КП(б) Узбекистана, второй секретарь Куш-Купырского, Ургенчского, Янгибазарского райкомов КП Узбекистана, глава Хорезмского облсельхозупавления, глава Хорезмской «Узсельхозтехники», директор совхоза имени Аль-Хорезми Янгиарыкского района Хорезмской области Узбекской ССР.
Указом Президиума Верховного Совета СССР от 10 декабря 1973 года присвоено звание Героя Социалистического Труда с вручением ордена Ленина и золотой медали «Серп и Молот».
Избирался депутатом Верховного Совета Узбекской ССР.
Умер в 1988 году.